# El Alto (Panama)
El Alto è un comune (corregimiento) della Repubblica di Panama situato nel distretto di Santa Fé, provincia di Veraguas. Si estende su una superficie di 85 km² e conta una popolazione di 1.318 abitanti (censimento 2010).